# Dirk Nowitzki
Dirk Nowitzki (Würzburg, 19 juni 1978) is een Duits voormalig basketbalspeler die uitkwam in de NBA voor de Dallas Mavericks. 

## Carrière
De Duitser is 2m13 groot en weegt rond de 111 kg. Hij werd 3 point shooter van het jaar 2006 in de foot locker all star 3 point shooter contest. In het seizoen 2006/2007 werd hij als eerste Europeaan ooit verkozen tot MVP (Meest Waardevolle Speler).
Nowitzki is ondanks zijn lengte een begaafd 3 point schutter en vrije-worp-nemer. Zijn vrije worppercentage over heel zijn carrière stond in 2007 op 86,90%. In het seizoen 2006/2007 was zijn vrije worp percentage 90,40%. In het seizoen 2006/2007 haalde hij gemiddeld per wedstrijd 24,6 punten, 8,90 rebounds en 3,4 assists. Hij en de Dallas Mavericks werden uitgeschakeld in de eerste ronde van de play-offs tegen de Golden State Warriors. De Mavericks waren het beste team tijdens het seizoen met 67 overwinningen en vijftien nederlagen. De coach van de Warriors, Don Nelson, was de man die Nowitzki wegplukte bij de Milwaukee Bucks en van hem een NBA All-Star maakte.
Hij was de negende keuze van de Milwaukee Bucks tijdens de NBA Draft in het jaar 1998. Don Nelson wilde Nowitzki en ruilde hem met Robert Traylor. Hij was de zesde keuze van de Dallas Mavericks tijdens de NBA Draft. Hij begon zijn carrière bij de Dallas Mavericks.
Op het eind van het seizoen in 1999-2000 werd hij tweede in de rangschikking van Most Improved Player.
In het seizoen 2001-2002 werd hij voor de eerste keer All-Star.
Tijdens de zomer van 2002 werd hij op de wereldbeker basketbal in Indianapolis uitgeroepen tot MVP van het toernooi.
Op 2 december 2004 behaalde Nowitzki zijn Career High. Hij scoorde 53 punten in een derby tegen de Houston Rockets. In het begin van dat seizoen verhuisde Nowitzki's beste vriend Steve Nash terug naar de Phoenix Suns. Nowitzki's persoonlijke cijfers werden daarop de beste van zijn carrière.
Op het eind van het seizoen 2004-2005 werd Nowitzki derde in de rangschikking van MVP. Steve Nash werd eerste, gevolgd door Shaquille O'Neal. Na de play-offs vertrok Michael Finley naar de San Antonio Spurs. Nowitzki was zo de enige speler van "The Big 3" (Nowitzki-Nash-Finley) die het jaar erop nog bij de Mavericks speelde.
In het seizoen 2005-2006 haalde Nowitzki met de Dallas Mavericks voor de eerste keer de NBA-finale. Ook kregen de Mavericks een nieuwe coach, Avery Johnson. Nowitzki was eerder een ploegmaat van Avery. Hij liet Nowitzki agressiever en meer "inside" spelen. Dat jaar verbrak hij zijn persoonlijke records en werd hij weer derde in de MVP-rangschikking na Lebron James en Steve Nash. Zijn persoonlijke cijfers verbeterden tijdens de play-offs en hij sleurde Dallas naar de NBA-finale. Eerst werden de Memphis Grizzlies met 4-0 verslagen. In de volgende ronde moest Dallas tegen de buren uit San Antonio spelen. Nowitzki leidde zijn team naar de finale toen hij in de beslissende match (3-3) op een paar seconden van het einde uit een "3-point play" scoorde en zo over-time forceerde. Dallas bleek de sterkste te zijn in OT en won met 4-3. In de finale van het westen kreeg Nowitzki de Phoenix Suns als tegenstander, de ploeg van Steve Nash. Dit werd een serie met een cruciale vijfde match waarin Nowitzki vijftig punten scoorde. In de finale leek Dallas op weg naar een de titel toen ze 2-0 voor stonden. De Miami Heat vochten terug en wonnen vier matchen op rij mede dankzij Dwyane Wade. De media vond Nowitzki's spelpeil een van de oorzaken van Dallas' nederlaag tegen Miami. Hij scoorde veel minder dan de wedstrijden ervoor in de play-offs.
Het volgende jaar behaalde Dallas na eerst vier keer te verliezen in de competitie verschillende winning-streaks. Dallas werd met een straat voorsprong eerste in de reguliere competitie. Nowitzki werd voor de eerste keer MVP voor Steve Nash. Dallas werd uitgeschakeld in de eerste ronde van de play-offs door het team van Don Nelson, de Golden State Warriors, die zich nipt hadden geplaatst voor de play-offs.
In de finale van de play-offs 2011 won Dallas Mavericks met 4-2 van de Miami Heat, het team van Dwyane Wade en LeBron James. Dit werd Nowitzki's eerste ring in zijn tot dan toe dertienjarige carrière. Zijn goede prestaties dat jaar werden beloond met de titel 'Duits Sportman van het Jaar 2011'. Nowitzki werd op 7 maart 2017 de zesde speler ooit die meer dan 30.000 punten maakte in de NBA. Kareem Abdul-Jabbar, Karl Malone, Kobe Bryant, Michael Jordan en Wilt Chamberlain gingen hem voor.

## Nationaal team

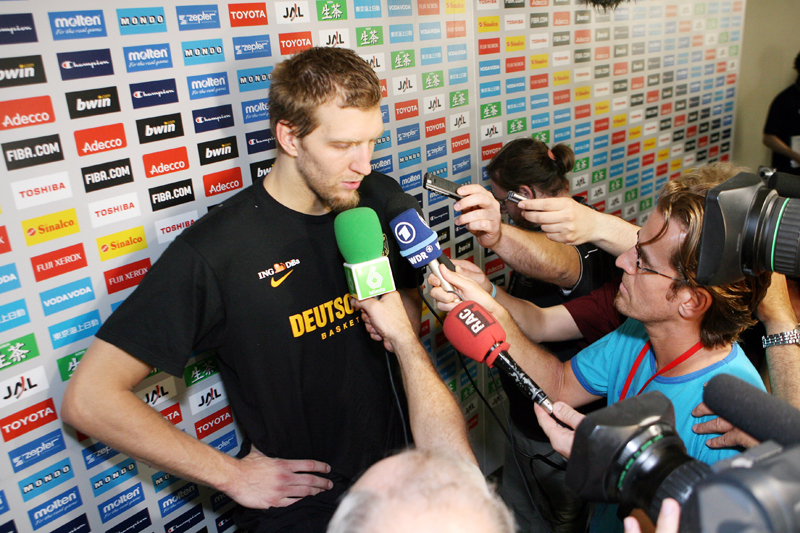
Nowitzki staat de pers te woord op het WK in 2006

Nowitzki kwam sinds 1999 uit voor het Duits nationaal basketbalteam. Nowitzki pakte met Duitsland brons op het WK in 2002. Op het toernooi werd Nowitzki gekozen tot MVP. Nowitzki deed ook mee aan verschillende EK's en won zilver op het EK in 2005. In Servië en Montenegro verloor het Duitse team de finale van Griekenland.

## Statistieken

### Regulier seizoen
| Seizoen  | Team             | WG   | WS   | MPW  | 2P%  | 3P%  | FW%  | RPW | APW | SPW | BPW | PPW  |
| -------- | ---------------- | ---- | ---- | ---- | ---- | ---- | ---- | --- | --- | --- | --- | ---- |
| 1998/99  | Dallas Mavericks | 47   | 24   | 20,4 | 40,5 | 20,6 | 77,3 | 3,4 | 1,0 | 0,6 | 0,6 | 8,2  |
| 1999/00  | Dallas Mavericks | 82   | 81   | 35,8 | 46,1 | 37,9 | 83,0 | 6,5 | 2,5 | 0,8 | 0,8 | 17,5 |
| 2000/01  | Dallas Mavericks | 82   | 82   | 38,1 | 47,4 | 38,7 | 83,8 | 9,2 | 2,1 | 1,0 | 1,2 | 21,8 |
| 2001/02  | Dallas Mavericks | 76   | 76   | 38,0 | 47,7 | 39,7 | 85,3 | 9,9 | 2,4 | 1,1 | 1,0 | 23,4 |
| 2002/03  | Dallas Mavericks | 80   | 80   | 39,0 | 46,3 | 37,9 | 88,1 | 9,9 | 3,0 | 1,4 | 1,0 | 25,1 |
| 2003/04  | Dallas Mavericks | 77   | 77   | 37,9 | 46,2 | 34,1 | 87,7 | 8,7 | 2,7 | 1,2 | 1,4 | 21,8 |
| 2004/05  | Dallas Mavericks | 78   | 78   | 38,7 | 45,9 | 39,9 | 86,9 | 9,7 | 3,1 | 1,2 | 1,5 | 26,1 |
| 2005/06  | Dallas Mavericks | 81   | 81   | 38,1 | 48,0 | 40,6 | 90,1 | 9,0 | 2,8 | 0,7 | 1,0 | 26,6 |
| 2006/07  | Dallas Mavericks | 78   | 78   | 36,2 | 50,2 | 41,6 | 90,4 | 8,9 | 3,4 | 0,7 | 0,8 | 24,6 |
| 2007/08  | Dallas Mavericks | 77   | 77   | 36,0 | 47,9 | 35,9 | 87,9 | 8,6 | 3,5 | 0,7 | 0,9 | 23,6 |
| 2008/09  | Dallas Mavericks | 81   | 81   | 37,7 | 47,9 | 35,9 | 89,0 | 8,4 | 2,4 | 0,8 | 0,8 | 25,9 |
| 2009/10  | Dallas Mavericks | 81   | 80   | 37,5 | 48,1 | 42,1 | 91,5 | 7,7 | 2,7 | 0,9 | 1,0 | 25,0 |
| 2010/11  | Dallas Mavericks | 73   | 73   | 34,3 | 51,7 | 39,3 | 89,2 | 7,0 | 2,6 | 0,5 | 0,6 | 23,0 |
| 2011/12  | Dallas Mavericks | 62   | 62   | 33,5 | 45,7 | 36,8 | 89,6 | 6,8 | 2,2 | 0,7 | 0,5 | 21,6 |
| 2012/13  | Dallas Mavericks | 53   | 47   | 31,3 | 47,1 | 41,4 | 86,0 | 6,8 | 2,5 | 0,7 | 0,7 | 17,3 |
| 2013/14  | Dallas Mavericks | 80   | 80   | 32,9 | 49,7 | 39,8 | 89,9 | 6,2 | 2,7 | 0,9 | 0,6 | 21,7 |
| 2014/15  | Dallas Mavericks | 77   | 77   | 29,6 | 45,9 | 38,0 | 88,2 | 5,9 | 1,9 | 0,5 | 0,4 | 17,3 |
| 2015/16  | Dallas Mavericks | 75   | 75   | 31,5 | 44,8 | 36,8 | 89,3 | 6,5 | 1,8 | 0,7 | 0,7 | 18,3 |
| 2016/17  | Dallas Mavericks | 54   | 54   | 26,4 | 43,7 | 37,8 | 87,5 | 6,5 | 1,5 | 0,6 | 0,7 | 14,2 |
| 2017/18  | Dallas Mavericks | 77   | 77   | 24,7 | 45,6 | 40,9 | 89,8 | 5,7 | 1,6 | 0,6 | 0,6 | 12,0 |
| 2018/19  | Dallas Mavericks | 51   | 20   | 15,6 | 35,9 | 31,2 | 78,0 | 3,1 | 0,7 | 0,2 | 0,4 | 7,3  |
| Carrière | Carrière         | 1522 | 1460 | 33,8 | 47,1 | 38,0 | 87,9 | 7,5 | 2,4 | 0,8 | 0,8 | 20,7 |
| All Star | All Star         | 14   | 2    | 16,2 | 45,0 | 29,0 | 87,5 | 3,7 | 1,1 | 0,7 | 0,4 | 8,7  |

### Play-offs
| Seizoen  | Team             | WG  | WS  | MPW  | 2P%  | 3P%  | FW%  | RPW  | APW | SPW | BPW | PPW  |
| -------- | ---------------- | --- | --- | ---- | ---- | ---- | ---- | ---- | --- | --- | --- | ---- |
| 2000/01  | Dallas Mavericks | 10  | 10  | 39,9 | 42,3 | 28,3 | 88,3 | 8,1  | 1,4 | 1,1 | 0,8 | 23,4 |
| 2001/02  | Dallas Mavericks | 8   | 8   | 44,6 | 44,5 | 57,1 | 87,8 | 13,1 | 2,3 | 2,0 | 0,8 | 28,4 |
| 2002/03  | Dallas Mavericks | 17  | 17  | 42,5 | 47,9 | 44,3 | 91,2 | 11,5 | 2,2 | 1,2 | 0,9 | 25,3 |
| 2003/04  | Dallas Mavericks | 5   | 5   | 42,4 | 45,0 | 46,7 | 85,7 | 11,8 | 1,4 | 1,4 | 2,6 | 26,6 |
| 2004/05  | Dallas Mavericks | 13  | 13  | 42,4 | 40,2 | 33,3 | 82,9 | 10,1 | 3,3 | 1,4 | 1,6 | 23,7 |
| 2005/06  | Dallas Mavericks | 23  | 23  | 42,7 | 46,8 | 34,3 | 89,5 | 11,7 | 2,9 | 1,1 | 0,6 | 27,0 |
| 2006/07  | Dallas Mavericks | 6   | 6   | 39,8 | 38,3 | 21,1 | 84,0 | 11,3 | 2,3 | 1,8 | 1,3 | 19,7 |
| 2007/08  | Dallas Mavericks | 5   | 5   | 42,2 | 47,3 | 33,3 | 80,8 | 12,0 | 4,0 | 0,2 | 1,4 | 26,8 |
| 2008/09  | Dallas Mavericks | 10  | 10  | 39,5 | 51,8 | 28,6 | 92,5 | 10,1 | 3,1 | 0,9 | 0,8 | 26,8 |
| 2009/10  | Dallas Mavericks | 6   | 6   | 38,8 | 54,7 | 57,1 | 95,2 | 8,2  | 3,0 | 0,8 | 0,7 | 26,7 |
| 2010/11  | Dallas Mavericks | 21  | 21  | 39,3 | 48,5 | 46,0 | 94,1 | 8,1  | 2,5 | 0,6 | 0,6 | 27,7 |
| 2011/12  | Dallas Mavericks | 4   | 4   | 38,5 | 44,2 | 16,7 | 90,5 | 6,3  | 1,8 | 0,8 | 0,0 | 26,8 |
| 2013/14  | Dallas Mavericks | 7   | 7   | 37,6 | 42,9 | 8,3  | 80,6 | 8,0  | 1,6 | 0,9 | 0,9 | 19,1 |
| 2014/15  | Dallas Mavericks | 5   | 5   | 36,2 | 45,2 | 23,5 | 92,9 | 10,2 | 2,4 | 0,4 | 0,4 | 21,2 |
| 2015/16  | Dallas Mavericks | 5   | 5   | 34,0 | 49,4 | 36,4 | 94,1 | 5,0  | 1,6 | 0,4 | 0,6 | 20,4 |
| Carrière | Carrière         | 145 | 145 | 40,7 | 46,2 | 36,5 | 89,2 | 10,0 | 2,5 | 1,0 | 0,9 | 25,3 |

0 Marion ·
2 Kidd ·
3 Beaubois ·
4 Butler ·
6 Chandler ·
11 Barea ·
13 Brewer ·
16 Stojaković ·
20 Jones ·
28 Mahinmi ·
31 Terry ·
33 Haywood ·
35 Cardinal ·
41 Nowitzki ·
92 Stevenson ·
Coach Carlisle